# Lepthyphantes albuloides
Lepthyphantes albuloides là một loài nhện trong họ Linyphiidae.
Loài này thuộc chi Lepthyphantes. Lepthyphantes albuloides được Octavius Pickard-Cambridge miêu tả năm 1872.